# Кокпекты (озеро)
Кокпекты (каз. Көкпекті) — пересыхающее озеро в Костанайском районе Костанайской области Казахстана. Находится в 13 км к юго-западу от села Майколь.
По данным топографической съёмки 1958 года, площадь поверхности озера составляет 4,5 км². Наибольшая длина озера — 4,7 км, наибольшая ширина — 2,3 км. Длина береговой линии составляет 21,2 км, развитие береговой линии — 2,8. Озеро расположено на высоте 188,7 м над уровнем моря.